# Dręcze
Dręcze (Parasitoformes) – takson pajęczaków zaliczany do roztoczy. Dotychczas opisano ich ponad 15 tysięcy gatunków, jednak ich faktyczna liczba sięgać może 200 tysięcy. Rozprzestrzenione są kosmopolitycznie. Większość prowadzi drapieżny tryb życia, ale liczne są pasożytami, często hematofagami. Inne strategie pokarmowe w tej grupie to np. saprofagia i mykofagia. Gatunki niepasożytnicze często wiodą skryty tryb życia. Rozwój pozazarodkowy ma charakter metamorfozy. Należące do dręczy pasożyty mają często duże znaczenie medyczne i weterynaryjne, zwłaszcza jako wektory drobnoustrojów chorobotwórczych. Z kolei niektóre drapieżniki wykorzystuje się do biologicznego zwalczania szkodników. Dręcze dzielą się na Opilioacarida, Holothyrida, kleszcze i, obejmujące większość gatunków, żukowce.

## Budowa

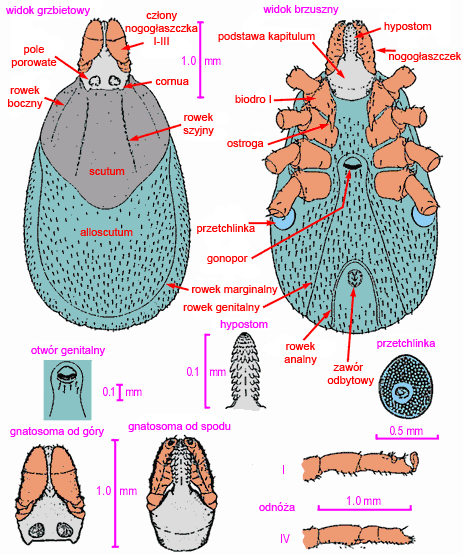
Morfologia samicy kleszcza z rodzaju Ixodes

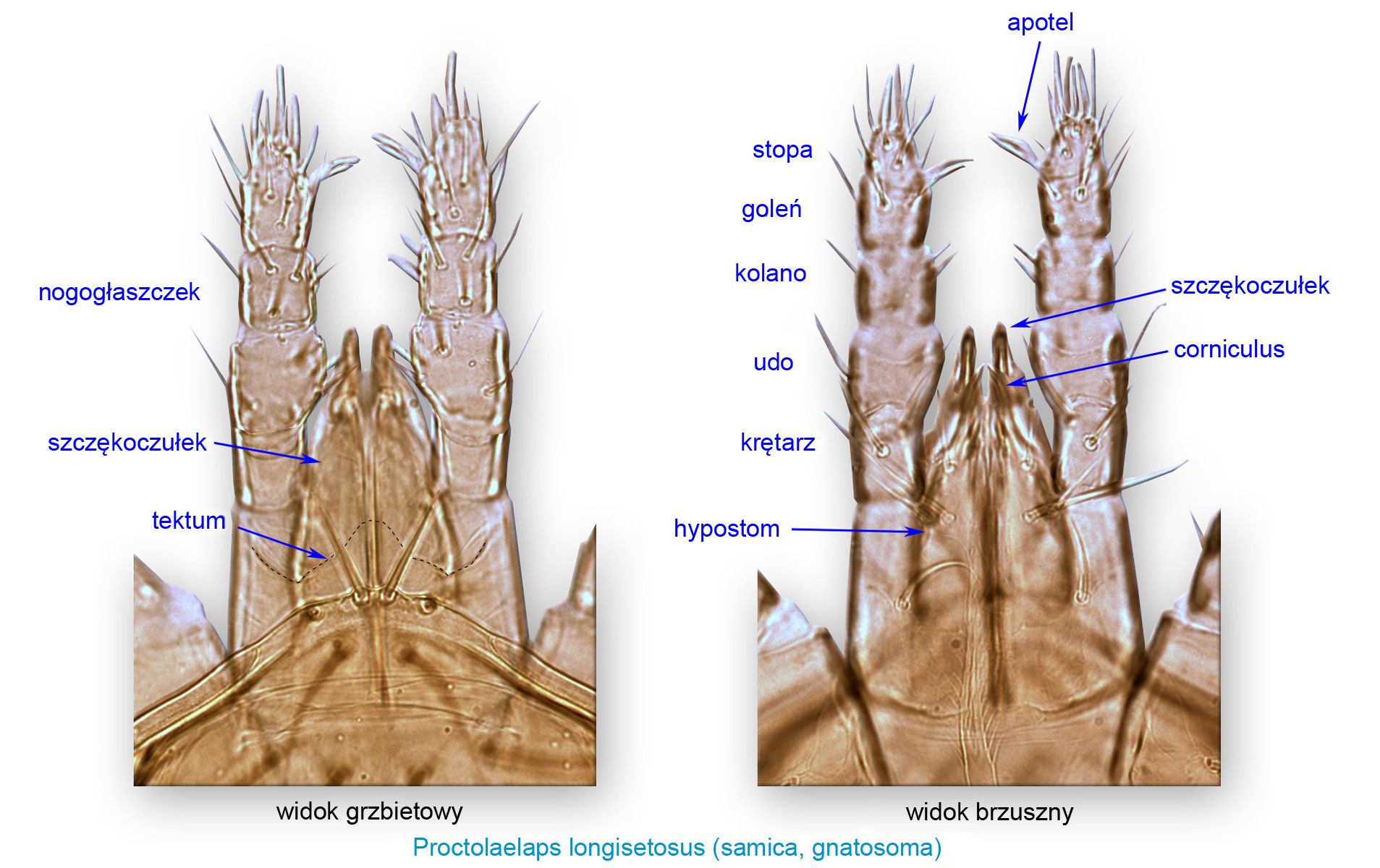
Gnatosoma samicy żukowca Proctolaelaps longisetosus

Pajęczaki te osiągają rozmiary od 0,2 do 30 mm. Opilioacarida mają zachowany podział ciała na tagmy: prosomę i opistosomę, choć na tej pierwszej pojawia się już prymitywna gnatosoma. Pozostałe grupy mają ciało podzielone na pseudotagmy: gnatosomę i idiosomę. Cechą wyróżniającą dręcze od pozostałych roztoczy są szczecinki pozbawione aktinopiliny (stąd synonimiczna nazwa Anactinotrichida) i wskutek tego niezdolne do rozszczepiania światła spolaryzowanego. Ponadto brak jest u dręczy trichobotriów, kanału podocefalicznego i bruzdy sejugalnej, za to licznie występować mogą organy lirowate. Gruczoły biodrowe mają ujścia między pierwszą a drugą parą odnóży krocznych.

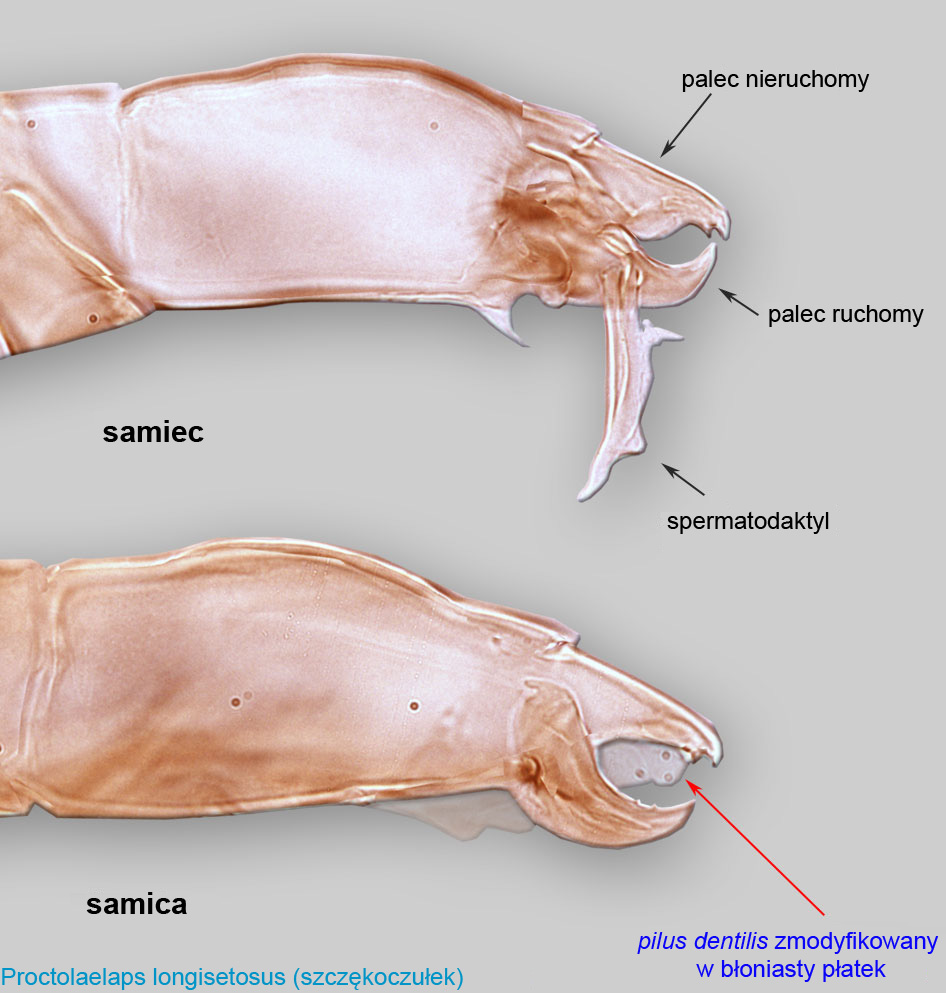
Porównanie budowy szczękoczułków samca i samicy Proctolaelaps longisetosus

Gnatosoma ma otoczony wargami górną i bocznymi otwór gębowy, wsuwane do pochewek szczękoczułki, pięcio-, rzadziej czteroczłonowe nogogłaszczki (ich biodra ulegają przekształceniu w elementy gnatosomy) oraz rynienkowaty hypostom na stronie spodniej (subkapitulum). Szczękoczułki typowo są trójczłonowe, szczypcowate, o ząbkowanych palcach nieruchomym i ruchomym, zwykle z dwoma narządami szczelinowatymi. U kleszczy uległy one modyfikacji w narząd tnący o dwuczęściowej podstawie, a u niektórych pasożytniczych żukowców w igłopodobny narząd ssący. U wielu żukowców samce mają na szczękoczułkach wtórne narządy kopulacyjne: spermatodaktyl lub spermatotremę. Nogogłaszczki u Opilioacarida zwieńczone są pazurkami, u pozostałych grup są narządami zmysłowymi i na szczycie mają apotel lub organ głaszczkowy. Hypostom u Opilioacarida i Holothyrida ma parę apofyz sternalnych, u żukowców zastąpionych zmysłowym tritosternum. U kleszczy natomiast hypostom zmodyfikowany jest w lancetowaty narząd ssący. Przednio-boczne części gnatosomy tworzą u Opilioacarida rutella, a u pozostałych grup corniculi.
Żukowce są ślepe, natomiast w pozostałych grupach występować mogą 1–3 pary oczu bocznych. Oczy i mózg u Opilioacarida leżą w prosomie, a u pozostałych w idiosomie.
Idiosoma zarówno z wierzchu jak i od spodu pokryta może być w części lub w całości zesklerotyzowanymi tarczkami, a w części przedniej wytwarzać może tektum nakrywające gnatosomę. U Holothyrida, kleszczy i większości żukowców na wierzchu idiosomy występuje jedna tarczka grzbietowa (dorsalna). U licznych żukowców podzielona jest ona na dwie tarczki: podonotalną i opistonotalną. Rzadziej tarczek jest więcej. Tarczki na spodniej stronie idiosomy są rozmaicie wykształcone i mogą się wtórnie zrastać. U grup mających idiosomę występuje 1 para przetchlinek, umieszczona brzuszno-bocznie, często na tarczkach oddechowych (perytremalnych).
Opistosoma Opilioacarida ma także zachowany podział na 12 segmentów, uwidoczniony w punktach przyczepu mięśni (sigillotaksji) i układzie ponad 200 organów lirowatych. W grupie tej u form dorosłych występują 4 pary przetchlinek, umieszczone grzbietowo-bocznie na segmentach od 9. do 12., natomiast u form niedorosłych może ich być mniej.
Typowo odnóże kroczne buduje 7 członów: biodro, krętarz, udo, kolano, goleń, stopa i przedstopie. Niekiedy stopa zrasta się z goleniem w stopogoleń. U innych narządy szczelinowe dzielić mogą udo na basifemur i telofemur, a stopę na basitarsus i telotarsus. Czasem występować mogą po dwa krętarze w odnóżu. U kleszczy i Holothyrida pierwsza para odnóży pełni funkcje zmysłowe, będąc zaopatrzoną w narząd Hallera.

## Biologia i ekologia

### Rozród i rozwój

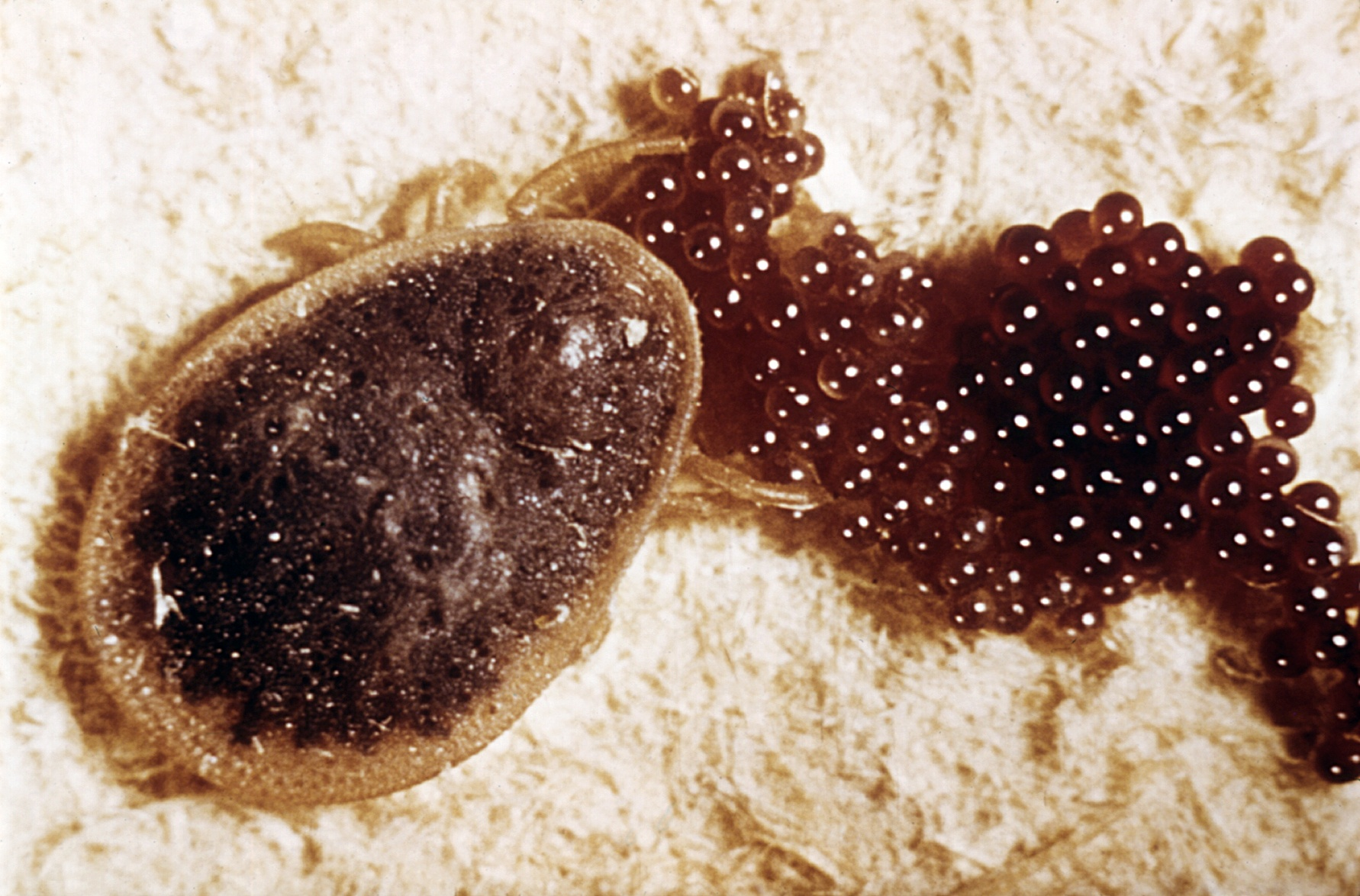
Samica obrzeżkowatego składająca jaja

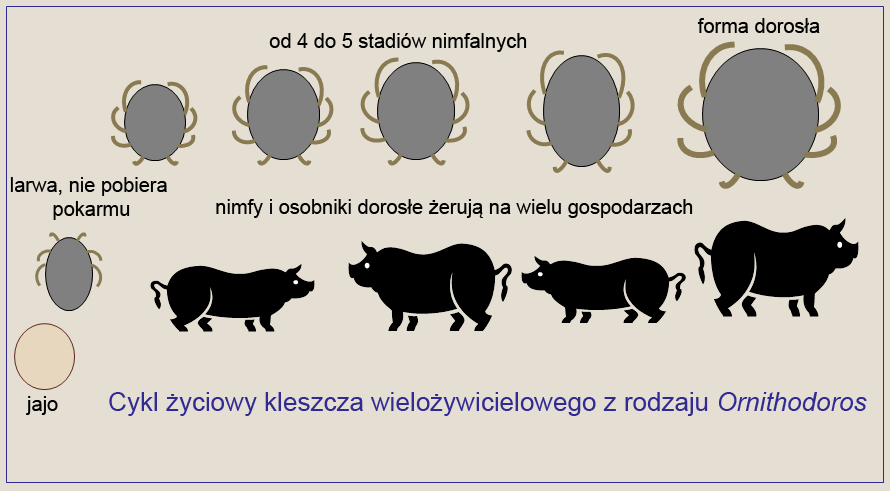
Schemat cyklu życiowego kleszcza wielożywicielowego na przykładzie Ornithodoros, żerującego na świniach

Rozmnażanie zwykle zachodzi płciowo, ale u niektórych kleszczy i żukowców stwierdzono partenogenezę. Zaplemnienie u dręczy jest bezpośrednie, a kopulacja często odbywa się przy użyciu zastępczych narządów kopulacyjnych (gonopodów). 
W przypadku tokospermii samiec przekazuje samicy spermatofor za pomocą szczelinowatej spermatotremy położonej na palcu ruchomym jego szczękoczułków, umieszczając go w otworze płciowym samicy lub przekazanie spermatoforu odbywa się bezpośrednio z otworu płciowego samca do otworu samicy. W przypadku podospermii spermatofor lub samo nasienie przekazywane za pomocą palcowatego spermatodaktylu na szczękoczułkach samca do solenostomów samicy – specjalnych otworów przy biodrach lub na krętarzach trzeciej pary odnóży. Z otworów tych transportowany jest wewnętrznie do organu Michaelisa i tam następuje zapłodnienie.
Rozwój pozazarodkowy ma charakter metamorfozy. U Opilioacarida pierwszym stadium jest prelarwa, a u pozostałych grup sześcionożna larwa. Po larwie następuje jeszcze od jednego do ośmiu stadiów nimfalnych, przy czym najczęściej są one dwa: protonimfa i deutonimfa.

### Pokarm

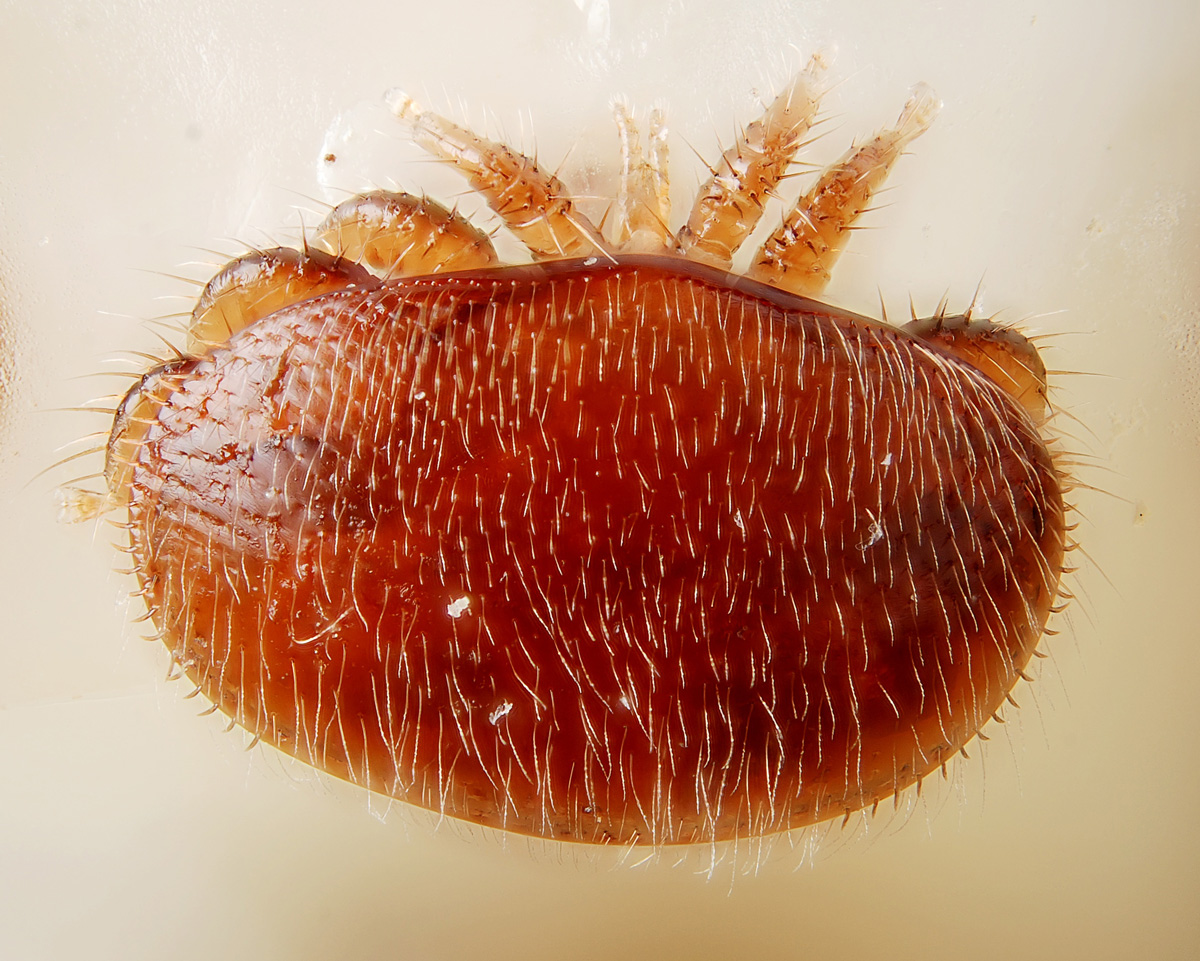
Dręcz pszczeli, hematofag pszczół

Najpowszechniejszą strategią pokarmową w tej grupie jest drapieżnictwo, niekiedy wyspecjalizowane, np. Veigaiidae polują głównie na skoczogonki, a Rhodacaridae na nicienie. Mniej liczne są saprofagi, padlinożercy, mykofagi i melitofagi. Liczne grupy zaadaptowały się do pasożytnictwa. Wszystkie kleszcze są obligatoryjnymi, czasowymi pasożytami zewnętrznymi kręgowców ssącymi krew (hematofagami). Spośród żukowców hematofagicznymi ektopasożytami kręgowców są np. Dermanyssidae, Macronyssidae czy Spinturnicidae. Z kolei w rodzinach Rhinonyssidae i Halarachnidae znaleźć można endopasożyty ptaków i ssaków żerujące w ich układzie oddechowym, głównie na śluzie (mukofagia), a rzadziej na krwi. Endopasożytami dróg oddechowych gadów są Entonyssidae i Ixodorhynchidae. Ponadto niektóre żukowce są hematofagicznymi ektopasożytami stawonogów, np. Varroidae wyspecjalizowane w pszczołach.

### Foreza

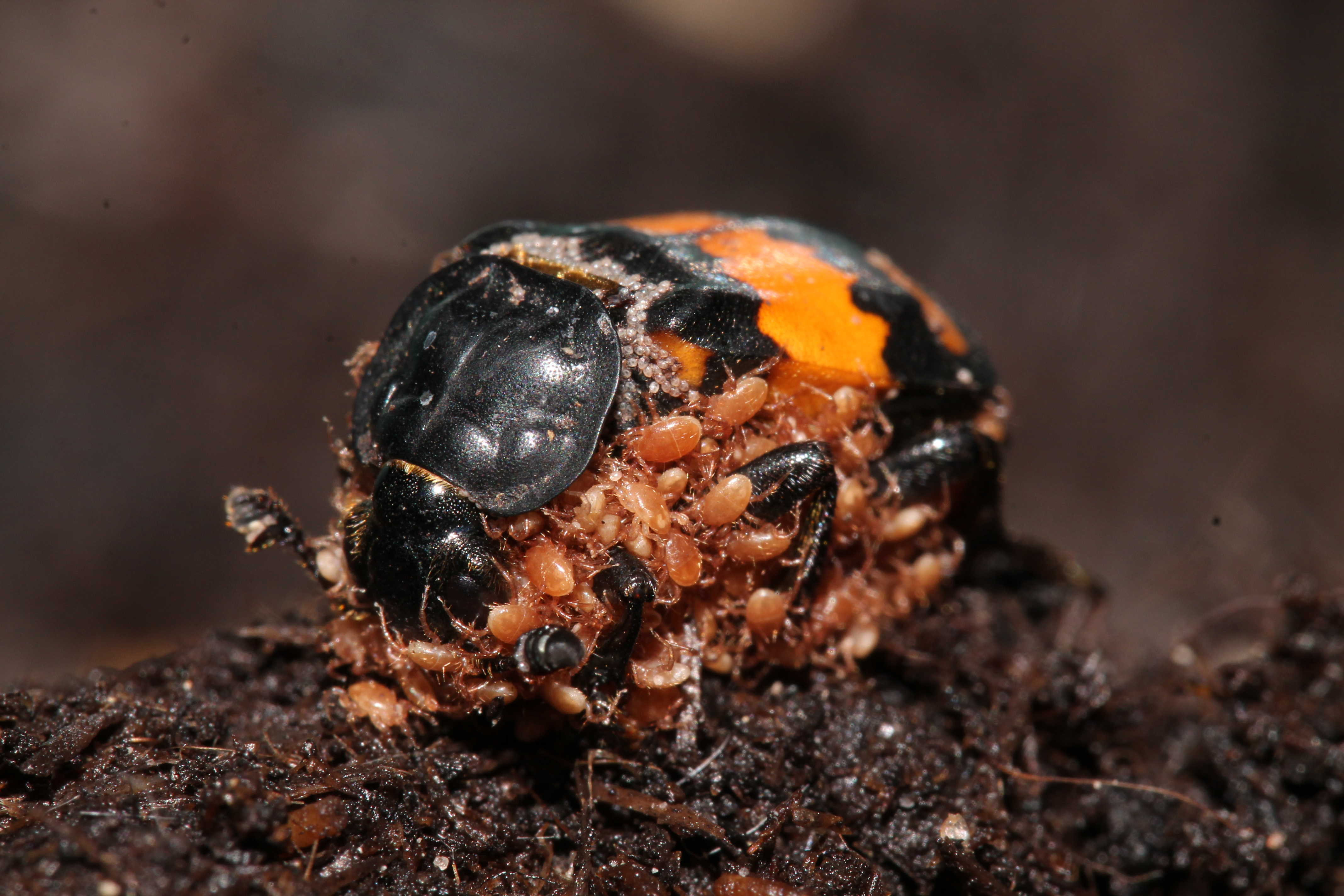
Foretyczne roztocze na grabarzu z rzędu chrząszczy.

Częsta w tej grupie jest foreza, nierzadko przybierająca formę wyspecjalizowaną do konkretnego rodzaju zwierzęcia transportującego. Uropodina przyczepiają się do nosiciela nóżką analną. Ponadto w grupie tej spotyka się też hiperforezę, czyli transportowanie na organizmie, który sam jest foretyczny.

### Występowanie i różnorodność
Dręcze rozprzestrzenione są kosmopolitycznie. Zamieszkują wszystkie kontynenty i niemal wszystkie środowiska lądowe, a niektóre żukowce są wtórnie słodkowodne. Wolno żyjące gatunki niepasożytnicze zwykle prowadzą skryty tryb życia, zasiedlając np. glebę, ściółkę, butwiejące drewno, odchody, padlinę czy gniazda różnych zwierząt (w tym ptaków i ssaków).
Do 2016 roku opisano ponad 15 tysięcy gatunków dręczy, podczas gdy szczegółowe dane dla 2013 roku mówią o 12 985 opisanych gatunkach, w tym 11 632 żukowców i 900 kleszczy. Żukowce pozostają jednak niedostatecznie zbadaną grupą. Ogólną liczbę współczesnych gatunków dręczy szacuje się na od 72 260 do 200 000.

## Systematyka i filogeneza

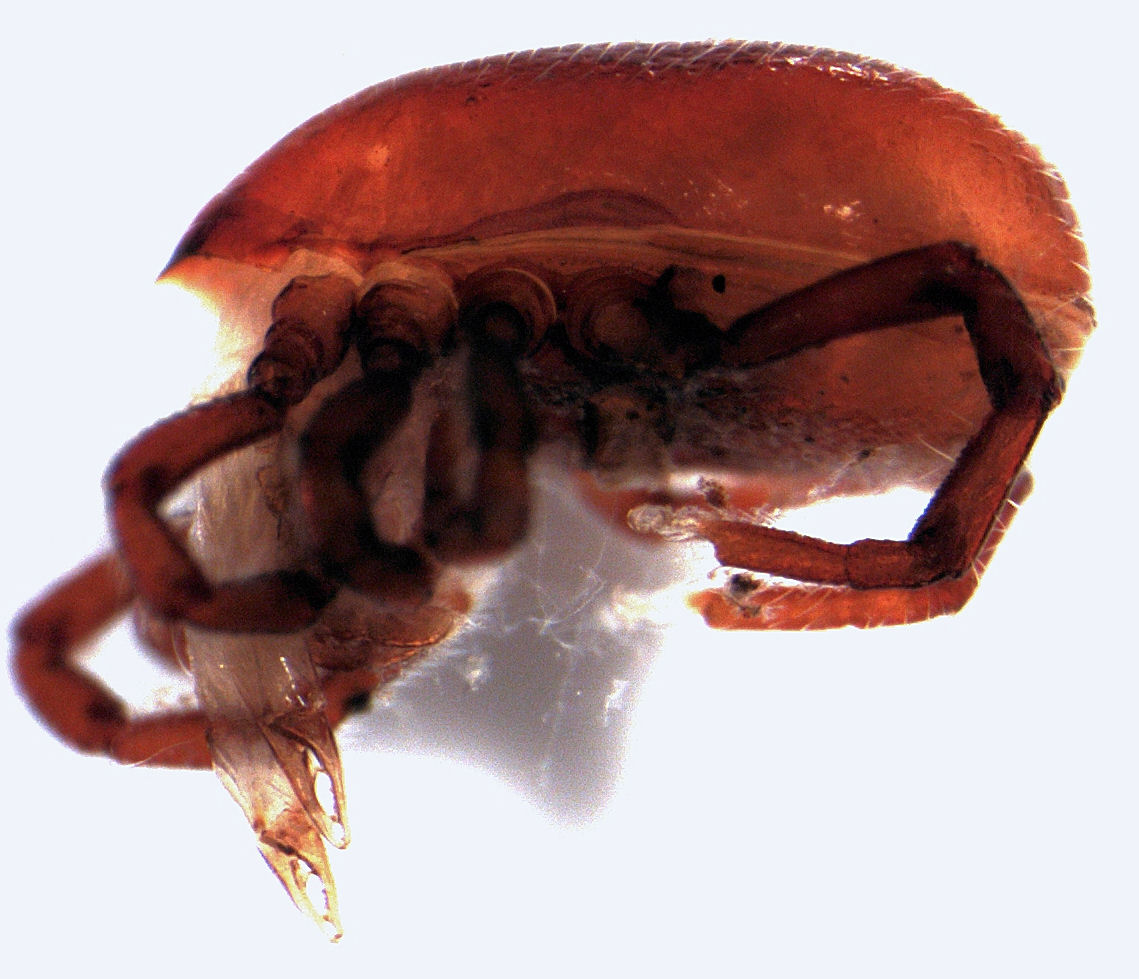
Przedstawiciel Allothyridae z rzędu Holothyrida

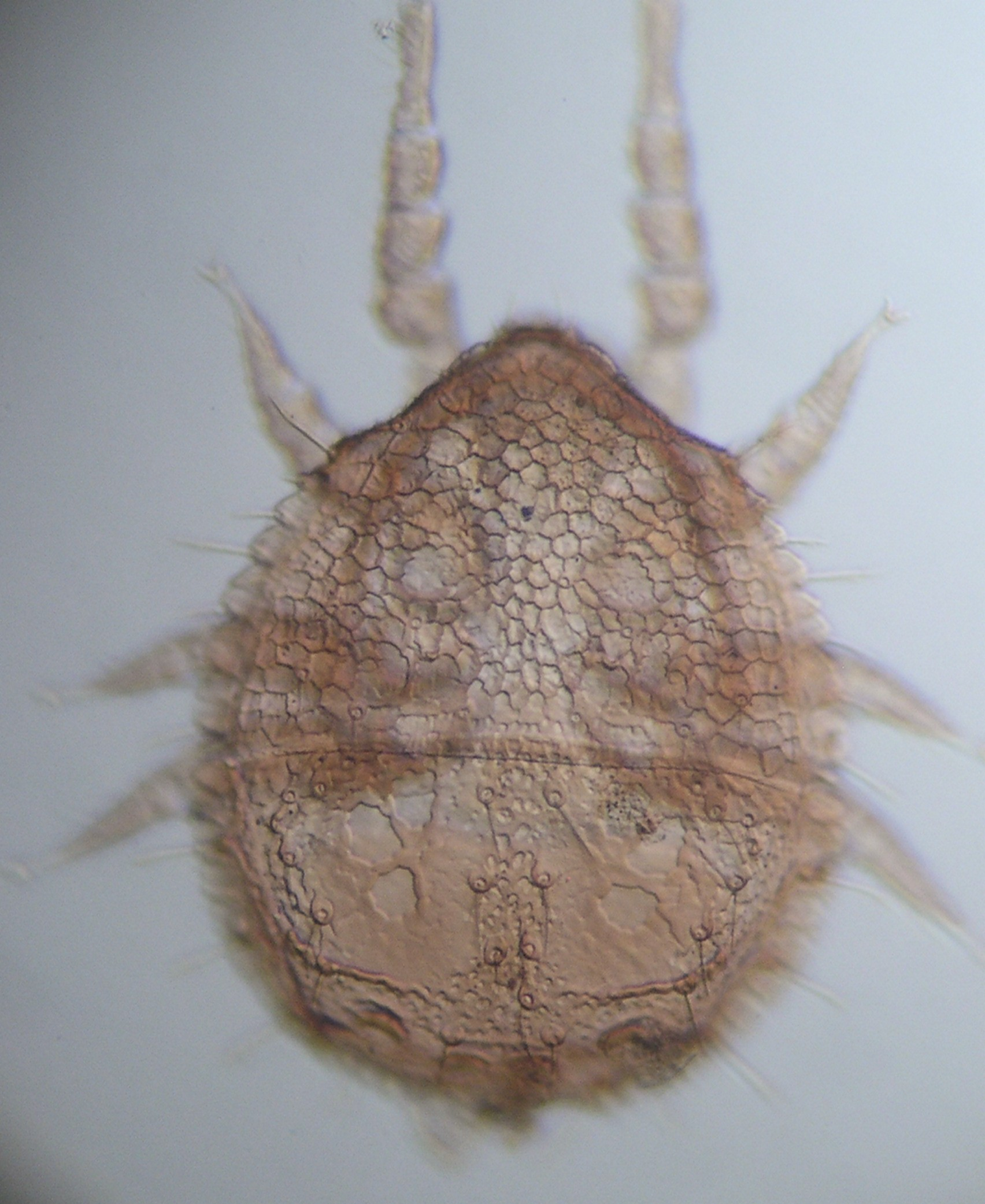
Żukowiec Prozercon carpathofimbriatus

Nazwę Parasitoformes wprowadził w 1909 roku Enzio Reuter wraz z synonimiczną nazwą Gamasiformes, jednak do powszechnego użycia weszła tylko ta pierwsza. W starszych systemach Parasitoformes definiowano jako obejmujące kleszcze, żukowce i Holothyrida, podczas gdy Opilioacarida umieszczano w odrębnym taksonie Notostigmata. We współczesnym sensie Parasitoformes zdefiniowane zostały w 2009 roku przez Geralda Krantza i Davida Waltera. Często stosowaną nazwą jest też Anactinotrichida. W zależności od przyjętego systemu klasyfikacji dręcze mają rangę nadrzędu, rzędu lub podrzędu.
Systematyka dręczy według Beaulieu i innych (2011) przedstawia się następująco:
- rząd: Opilioacarida(inne języki) Zakhvatkin, 1952
- rząd: Holothyrida(inne języki) Thon, 1905
- rząd: Ixodida Leach, 1815 – kleszcze
- rząd: Mesostigmata G. Canestrini, 1891 – żukowce, gamazidy
  - podrząd: Sejida(inne języki) Kramer, 1885
  - podrząd: Trigynaspida(inne języki) Camin & Gorirossi, 1955
    - infrarząd: Cercomegistina(inne języki) Camin & Gorirossi, 1955
    - infrarząd: Antennophorina(inne języki) Camin & Gorirossi, 1955

  - podrząd: Monogynaspida(inne języki) Camin & Gorirossi, 1955
    - infrarząd: Uropodina(inne języki) Kramer, 1881
    - infrarząd: Gamasina(inne języki) Kramer, 1881
      - hypordo: Epicriiae(inne języki) Kramer, 1885
      - hypordo: Arctacariae(inne języki) Johnston, 1982
      - hypordo: Parasitiae(inne języki) Evans & Till, 1979
      - hypordo: Dermanyssiae(inne języki) Evans & Till, 1979

Pozycja dręczy na drzewie rodowym pajęczaków pozostaje niejasna. Tradycyjnie grupowane są z roztoczami właściwymi (Acariformes) w takson roztoczy (Acari), jednak klasyfikacja ta może nie być naturalna. Analizy molekularne dość powszechnie rozpoznają w roztoczach takson difiletyczny (dręcze i Acariformes nie tworzą kladu), czego przykładem mogą być wyniki Shultza z 2007, Dabert i innych z 2010, Pepato i innych z 2010, Pepato i Klimova z 2015, Garwooda i Dunlopa z 2014 czy Ballesterosa i Sharmy z 2019.

## Znaczenie gospodarcze

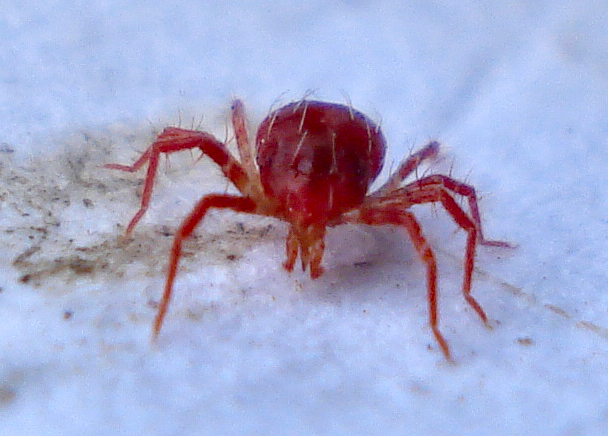
Dobroczynek szklarniowy, wykorzystywany w zwalczaniu przędziorków

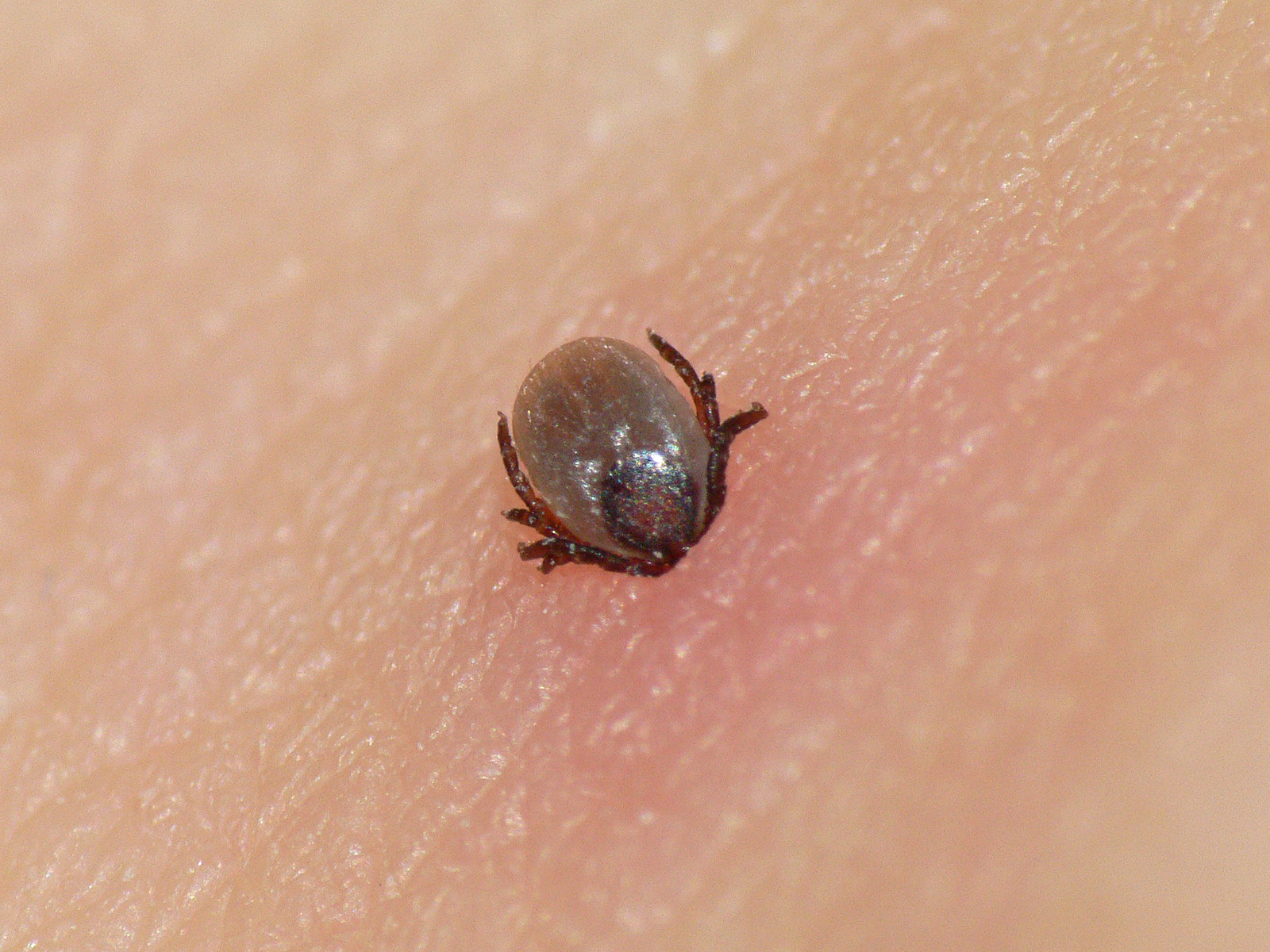
Kleszcz pospolity żerujący na człowieku

Gatunki drapieżne uznawane są za pożyteczne. Niektóre są synantropijne i polują na szkodniki magazynowe, np. na rozkruszkowate i larwy owadów. Parasitus consanquineus efektywnie zwalcza ziemiórkowate w hodowlach pieczarek. W szklarniach wykorzystuje się dobroczynkowate do biologicznego zwalczania przędziorkowatych, wciornastków i szpecieli.
Niektóre gatunki są dobrymi wskaźnikami zanieczyszczenia środowiska, wrażliwymi np. na związki fosforu.
Znaczenia negatywne mają pasożyty człowieka i zwierząt domowych. Kleszcze są drugimi najważniejszymi wektorami chorób odzwierzęcych ludzi po komarowatych. Przenoszą patogeny boreliozy, kleszczowego zapalenia mózgu, babeszjozy, gorączki plamistej, tularemii i wielu innych chorób (zobacz: znaczenie medyczne i weterynaryjne kleszczowatych, choroby odkleszczowe). Ponadto substancje zawarte w ślinie kleszczowatych wywoływać mogą u ludzi, psów, bydła i owiec paraliż kleszczowy.
Duże znaczenie medyczne ma żerujący często na ludziach roztocz szczurzy, który może być wektorem np. gorączki Q, tyfusu plamistego, tularemii i leptospiroz. Drób atakowany jest przez ptaszyńca kurzego, który wywołuje u ludzi reakcje alergiczne, a także może być wektorem gorączki Q i zapalenia mózgu St. Louis. Duże straty w pasiekach powodować może dręcz pszczeli.